# Sebastian Schlücker
Sebastian Schlücker (* 1973 in Essen) ist ein deutscher physikalischer Chemiker. Seit 2012 ist er Professor für Physikalische Chemie an der Universität Duisburg-Essen. Seit 2025 ist er wissenschaftlicher Direktor von CENIDE. Seine Forschungsschwerpunkte liegen in der Schwingungsspektroskopie, der Anwendung von Nanopartikeln in der Spektroskopie und der Tumordiagnostik. Schlücker ist zudem aktiv in der Wissenschaftskommunikation und betreibt den YouTube-Kanal MeinProf, um naturwissenschaftliche Themen einem breiten Publikum näherzubringen.

## Leben und Wirken
Sebastian Schlücker wurde 1973 in Essen geboren. Er entstammt einer Lehrerfamilie. Er studierte Chemie an der Julius-Maximilians-Universität Würzburg und schloss sein Studium 1998 mit dem Diplom ab. Im Jahr 2001 promovierte er bei Wolfgang Kiefer am Institut für Physikalische Chemie der Universität Würzburg. Anschließend forschte er von 2002 bis 2004 als Postdoktorand am Laboratory of Chemical Physics der National Institutes of Health (NIH) in Bethesda, Maryland, USA. 2006 habilitierte er sich in Physikalischer Chemie an der Universität Würzburg.

### Beruflicher Werdegang
Nach seiner Habilitation erhielt Schlücker 2007 ein Heisenberg-Stipendium der Deutschen Forschungsgemeinschaft. Von 2008 bis 2012 war er Professor für Experimentalphysik an der Universität Osnabrück. Seit 2012 ist er Professor für Physikalische Chemie an der Universität Duisburg-Essen. 2025 wurde er dort wissenschaftlicher Leiter des Center for Nanointegration Duisburg-Essen (CENIDE).

### Forschungsschwerpunkte
Schlückers Forschung konzentriert sich auf die Entwicklung und Anwendung von Techniken der Schwingungsspektroskopie zur Lösung bioanalytischer, biomedizinischer und biophysikalischer Fragestellungen. Ein besonderer Schwerpunkt liegt auf der quantitativen Multiplex-SERS-Bildgebung für die gewebebasierte Tumordiagnostik.
Darüber hinaus beschäftigt er sich intensiv mit der Erforschung und Anwendung von kolloidalen Nanopartikeln in der Spektroskopie. Er untersucht die Wechselwirkungen von Molekülen mit metallischen Nanopartikeln und deren Rolle in der oberflächenverstärkten Raman-Spektroskopie (SERS). Diese Arbeiten ermöglichen unter anderem den Einsatz von Nanopartikeln in der medizinischen Diagnostik und der Umweltanalytik.
Ein weiterer Forschungsbereich ist die nichtlineare Raman-Spektroskopie, insbesondere die kohärente anti-Stokes Raman-Streuung (CARS) kombiniert mit der Raman optical activity (ROA). Diese Methode (CARS-ROA) ermöglicht die schnelle und selektive Untersuchung von chiralen Molekülen selbst in unterschiedlichsten Gegebenheiten. Durch ROA werden nur chirale Moleküle detektiert, allerdings ist die Empfindlichkeit dieser Methode nicht sehr gering, weswegen lange Messzeiten und hohe Konzentration erforderlich sind. Durch den Zusatz von CARS wird das zu detektierende Signal verstärkt, was es ermöglicht, eine geringere Anzahl an Molekülen in einer kürzeren Zeit zu analysieren.

### Arbeitsgruppe und Alumni
Sebastian Schlücker leitet eine Forschungsgruppe an der Universität Duisburg-Essen im Bereich der Physikalischen Chemie. Die Gruppe besteht aus mehreren Postdoktoranden, Doktoranden und technischen Mitarbeitern.

### Lehrtätigkeit
An der Universität Duisburg-Essen ist Sebastian Schlücker in der Lehre aktiv und bietet verschiedene Veranstaltungen im Bereich der Physikalischen Chemie an. Dazu gehören Vorlesungen, Seminare und Praktika für Studierende der Chemie und verwandter Studiengänge.

## Engagement
Neben seiner Forschung engagiert sich Schlücker in der Wissenschaftskommunikation. Mit dem Projekt experimentamus! bringt er Grundschulkindern naturwissenschaftliche Phänomene näher, indem er Experimentierkästen entwickelt und Workshops anbietet. Ziel ist es, schon früh das Interesse an Naturwissenschaften zu wecken und Vertrauen in die Wissenschaft aufzubauen. Sebastian Schlücker setzt sich auch für die Förderung von Chancengleichheit in der Wissenschaft ein. Insbesondere ist er daran interessiert, Frauen und internationaler Wissenschaftselite den Zugang zu naturwissenschaftlichen Bereichen zu erleichtern. Als Mentor und durch seine Rolle in verschiedenen Netzwerken wie der GDCh unterstützt er die Integration dieser Gruppen.

## YouTube-Kanal
Schlücker bringt mit seinem YouTube-Kanal MeinProf wissenschaftliche Themen einem breiten Publikum näher. Der Kanal richtet sich neben Studierenden und Forschenden auch an Personen im Allgemeinen, die an Wissenschaft, besonders Physikalischer Chemie interessiert sind. MeinProf will abstrakte und komplexe Themen verständlich machen. Schlücker nutzt einfache Erklärungen, anschauliche Beispiele, Animationen und praktische Experimente, um schwierige Themen aus der Chemie und Physik zu erklären. Es werden keine oder wenige Vorkenntnisse vorausgesetzt.
Die Inhalte seiner Videos reichen von grundlegenden Erklärungen zu wissenschaftlichen Konzepten (z. B. chemische Bindung) bis hin zu Einblicken in seine eigene Forschung. In seinen Videos erklärt er beispielsweise die Prozesse, die bei der Raman-Spektroskopie ablaufen, oder geht auf die Verwendung von Nanopartikeln in der modernen Forschung ein. Bei der Präsentation seiner eigenen Forschungsergebnisse und denen seiner Arbeitsgruppe führt er die Zuschauer Schritt für Schritt durch wissenschaftliche Experimente und erklärt, wie neue Erkenntnisse gewonnen werden.
Ein besonderes Merkmal von Mein Prof ist die Interaktivität. Schlücker lädt seine Zuschauer ein, Fragen zu stellen und Anregungen zu geben, die er in zukünftigen Videos aufgreift. In regelmäßigen Diskussionsrunden können sich Studierende und Interessierte mit einem Experten zu wissenschaftlichen Themen austauschen.

## Auszeichnungen
Im Laufe seiner Karriere erhielt Schlücker mehrere Auszeichnungen, darunter:
- 2023: SAS Fellow Award der Society of Applied Spectroscopy (FSAS)
- 2022: Raman Award for the Most Innovative Technological Advance, ICORS-2022 Long Beach/Kalifornien
- 2018: Fellow of the Royal Society of Chemistry (FRSC)
- 2018: Dayawati Rastogi Lecture Award, ICOPVS-2018 Mumbai/Indien
- 2010: Carl-Duisberg-Gedächtnispreis der Gesellschaft Deutscher Chemiker (GDCh)
- 2008: Bunsen-Kirchhoff-Preis der GDCh
- 2008: Röntgen-Preis der Universität Würzburg
- 2008: Hochschulgründerpreis (2. Platz, gemeinsam mit B. Küstner u. M. Schütz)
- 2008: Prämierung beim Businessplanwettbewerb Nordbayern (Phasen 1 und 2, gemeinsam mit B. Küstner und M. Schütz)
- 2007: ADUC-Jahrespreis der GDCh
- 2006: Prämierung beim Businessplanwettbewerb Nordbayern (Phase 1, gemeinsam mit P. Ströbel)
- 2002: Fakultätspreis (Promotion) der Fakultät für Chemie und Pharmazie der Universität Würzburg
- 1999: Matthias Manger-Preis für herausragende Leistungen im Diplomstudiengang Chemie
- 1999: Fakultätspreis (Diplom) der Fakultät für Chemie und Pharmazie der Universität Würzburg
- 1992: Teilnahme am Auswahlseminar (3. Runde) zur 24. Internationalen Chemie-Olympiade (IChO)
- 1992: Auszeichnung vom FCI für den besten Chemie-Abiturienten
- 1992: Auszeichnung vom Helmholtz-Gymnasium Essen für herausragende Leistungen im Rahmen des Abitur

### Stipendien
- 2007–2008: Heisenberg-Stipendium der Deutschen Forschungsgemeinschaft (DFG)
- 2002–2004: Forschungsstipendium der DFG
- 2002: Postdoktorandenstipendium (Visiting Fellowship Award) der US National Institutes of Health (NIH)
- 2001: Doktorandenstipendium der DFG im Graduiertenkolleg Elektronendichte: Theorie und Experiment
- 1999–2001: Doktorandenstipendium des Fonds der Chemischen Industrie (FCI)
- 1997: Erasmus-Mobilitätsstipendium der Europäischen Union (EU)